# Église Notre-Dame-de-l'Assomption de Rungis
Pour les articles homonymes, voir Notre-Dame-de-l'Assomption.
L’église Notre-Dame-de-l'Assomption est une église de culte catholique située dans la commune de Rungis et le département du Val-de-Marne, en France. Elle est consacrée à l'Assomption de la Vierge Marie.

## Historique
L'église a été construite en 1908 par l'architecte Édouard Bérard en remplacement de l'ancienne église paroissiale Notre-Dame, détruite pour raison de sécurité. De l'ancien bâtiment, situé sur un autre terrain, il ne subsiste que la base du clocher, datant de la fin du XIIe siècle ou du début du XIIIe siècle. La nouvelle église est construite en moins d'un an à l'aide d'éléments en ciment prémoulé et en est l'un des premiers exemples.
Le 9 février 1999, elle est inscrite aux monuments historiques.

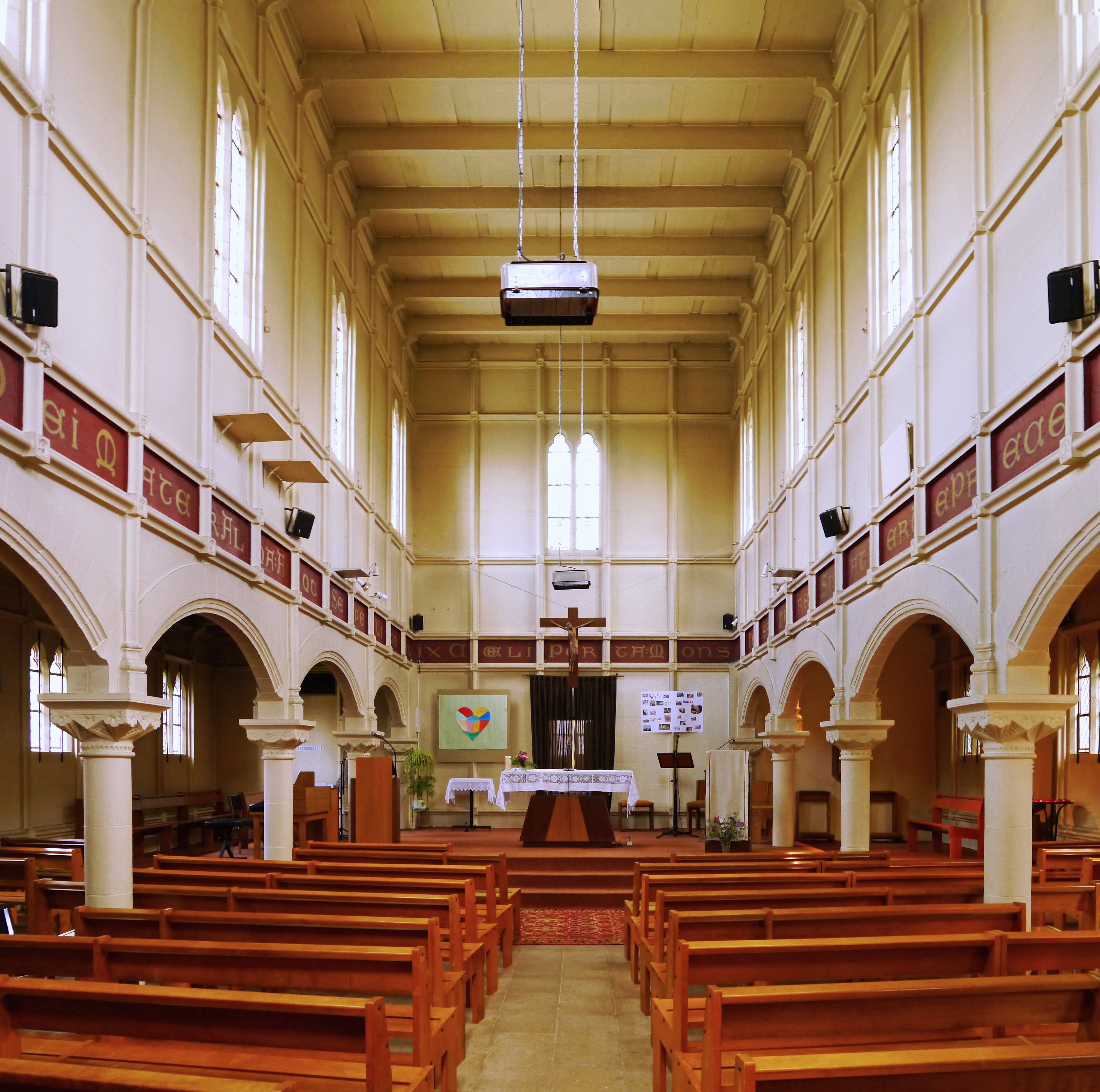
Intérieur de l'église Notre-Dame-de-l'Assomption de Rungis.
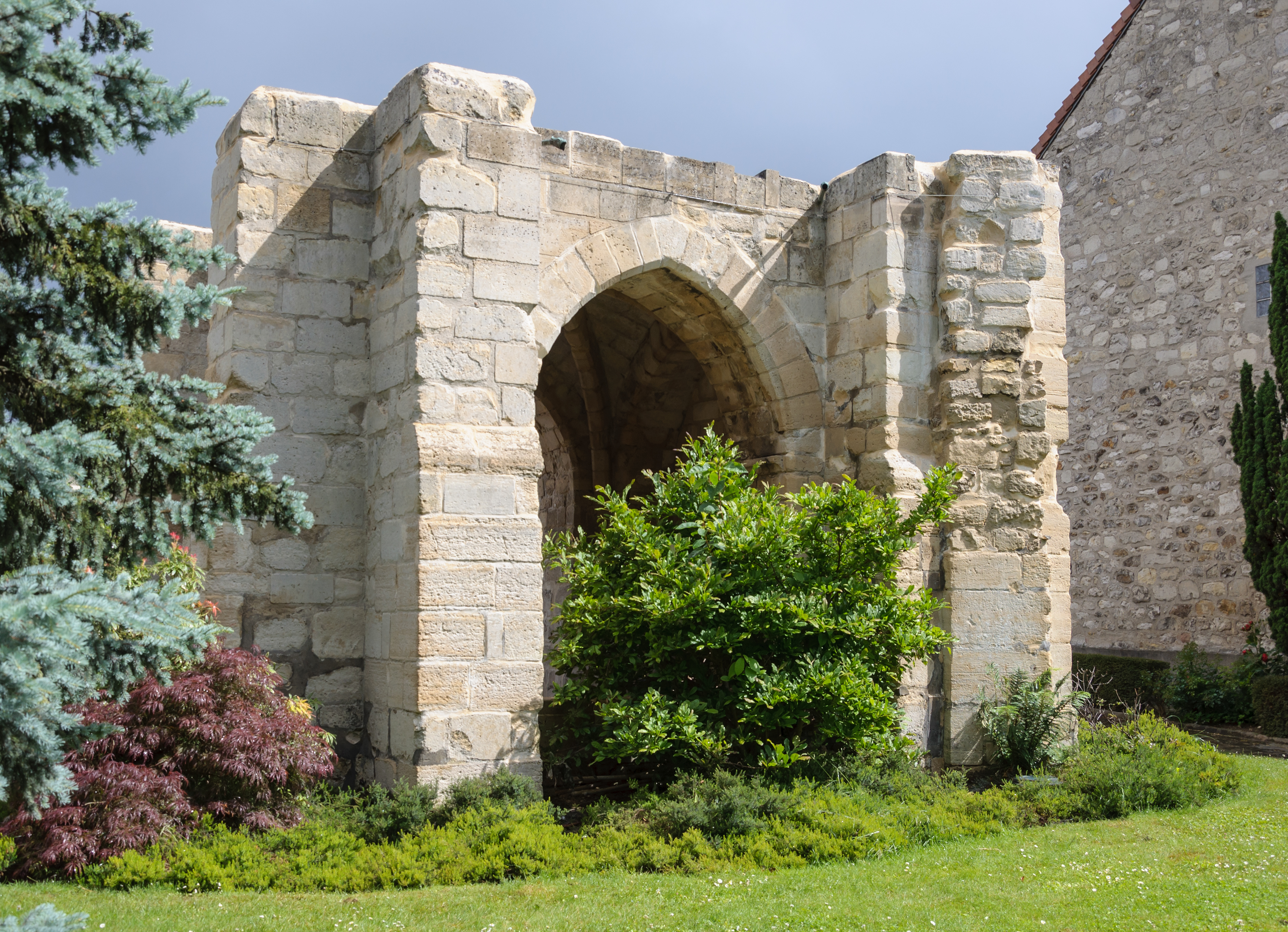
Vestiges du clocher de l'ancienne église Notre-Dame à Rungis